# Aage Høy-Petersen
Aage Høy-Petersen   (Ordrup, 4 de novembre de 1898 - Gentofte, 29 de desembre de 1967) va ser un regatista danès que va competir durant la dècada de 1920.
El 1924 va prendre part en els Jocs Olímpics de París, on abandonà en la prova de monotip del programa de vela. Quatre anys més tard, als Jocs d'Amsterdam, va guanyar la medalla de plata en la competició de 6 metres del programa de vela, a bord del Hi-Hi, junt a Vilhelm Vett, Nils Otto Møller i Peter Schlütter.